# ヴァルデマール・フォン・バウスネルン
ヴァルデマール・エードラー・フォン・バウスネルン（Waldemar Edler von Baußnern, *1866年11月29日 ベルリン — †1931年8月20日 ポツダム）はドイツの作曲家・音楽教師。姓については、von Bausznern や von Baussnern と綴る例も見られる。

## 略歴
税務署職員の父親のもとにベルリンに生まれる。家系はトランシルバニアに移民したザクセン人であり、バウスネルン自身もトランシルバニアやブダペストに育つ。1882年から1888年までベルリン高等音楽学校においてフリードリヒ・キールとヴォルデマール・バルギールに師事。当初はドイツのさまざまな合唱団で指揮者を務め、1909年からはヴァイマル大公国音楽学校の校長に就任した。1916年にはフランクフルト・ホーホ音楽院の院長に、1923年からはベルリン芸術アカデミーの二等事務長に就任した。
バウスネルンは、草稿のままだったペーター・コルネリウスの遺作の歌劇《グーンレート（Gunlöd）》を完成させ、『コルネリウス全集』ではその他の歌劇の編集に携わった。

## 作風
バウスネルンの作品は多岐にわたっており、ほとんどすべての楽種に広がっている。その中でも合唱交響曲と管弦楽曲に比重がかけられている。バウスネルンは声楽曲だけでなく、器楽曲においても詩人 –なかんずくゲーテ– からの刺戟に影響を受けている。但し、多くの作品で副題を掲げてはいるが、だからといってそれを標題的なものと理解してはならない。バウスネルンは作風において、同時代の人からは、ただがむしゃらに一直線に突き進むことしかできない一匹狼と受け取られた。作品はおおむね19世紀の伝統に根付いているが、しかしながら形式的な構成においてはしばしば独特な手法によっており、伝統的な調性は、半音階と結びついた頻繁なポリフォニーによってその極限まで拡張されるが、但し無調性に切り換わることはない。 
バウスネルンは生前は長年にわたって成功とは縁がないままで、すべての交響曲など、かなりの作品が一度も出版されないで終わった。その芸術作品の研究調査は、やっと始まったばかりである。孫で作曲家のディートリヒ（1928年～1980年）は、バウスネルン協会（Baußnern-Gesellschaft）を設立した。同協会は1981年よりバウスネルンの作品の普及に取り組んでいる。

## 主要作品一覧

### 歌劇
- 楽劇《詩人と世間》（Dichter und Welt, Musikdrama） （台本：ユリウス・ペトリ、作曲：1894年、初演：1897年ヴァイマル）
- ヴェネツィアのデューラー（Dürer in Venedig） （原作：アドルフ・シュテルンの小説、台本：アドルフ・バルテルス、作曲：1897年、初演：1901年ヴァイマル）
- 陽気な英雄オペラ《ヘルボルトとヒルデ》（Herbort und Hilde, Heitere Heldenoper） （台本：エドゥアルト・ケーニヒ、作曲初演：1901年、初演：1902年マンハイム）
- 農民一揆（Der Bundschuh） （台本：オットー・エアラー、作曲：1903年、初演：1904年フランクフルト、ピアノ・スコアのみ現存）
- サテュロス（Satyros） （原作：ゲーテ、自作台本、作曲：1922年、初演：1923年バーゼル)

### 合唱曲
- ソプラノ、アルト、室内合唱団と室内オーケストラおよびオルガンのための降誕祭モテット《イエスの生まれた日》（Die Geburt Jesu, Christmotette für Sopran, Alt, Kammerchor, Kammerorchester und Orgel） （1911年）
- 独唱と合唱、管弦楽のためのオラトリオ《生と死についての雅歌》（Das Hohe Lied vom Leben und Sterben, Oratorium für Soli, Chor und Orchester）（1913年、ピアノ・スコアのみ現存）
- バリトン、合唱とオルガンのためのカンタータ《我々の苦しみから》（Aus unserer Not, Kantate für Bariton, Chor und Orgel） （原詩：フリードリヒ・ゴットリープ・クロップシュトック、1923年）
- オルガン伴奏つき合唱曲《われ神を讃えん》（Ich will den Herrn loben für Chor und Orgel） （原詩：『詩篇 第34番』、作曲：1925年)
- 管弦楽伴奏つき合唱曲《神々しきもの》（Das Göttliche für Chor und Orchester） （原詩：ゲーテ、1927年）
- 独唱、合唱、管弦楽とオルガンのための交響的カンタータ《ハーフィズ》（Hafis, Sinfonische Kantate für Soli, Chor, Orchester und Orgel） （原詩：ゲーテ、1929年）
- 無伴奏混声合唱のための賛歌《ドイツ国、聖なる名よ》（Deutschland! Heil'ger Name!, Hymne für gemischten Chor） （原詩：アウグスト・ハインリヒ・ホフマン・フォン・ファラースレーベン）

### 声楽曲
- リュート伴奏つき歌曲集《12のリート歌曲》（Zwölf Lieder zur Laute für Singstimme und Laute） （1911年）
- バリトンと管弦楽のための《心の奥底から出た歌》（Gesänge aus der Tiefe für Bariton und Orchester） （原詩：フリードリヒ・リュッケルト、フリードリヒ・ニーチェ、ニコラウス・レーナウ、ゲーテ、作曲：1921年）
- アルトまたはバリトンと室内オーケストラ、オルガンのための連作歌曲集《天国の手風琴》（Die himmlische Orgel, Liederzyklus für Alt oder Bariton, Kammerorchester und Orgel） （原詩：リヒャルト・フォン・フォルクマン、1924年）

※ピアノ伴奏歌曲も多数ある。

### 交響曲
- 第1番 イ長調「青春（Jugend ）」（1899年）
- 第2番 ロ短調「ヨハネス・ブラームスの追憶に（Dem Andenken von Johannes Brahms ）」（1899年）
- 第3番「人生（Leben ）」（終楽章はゲーテの詩『ガニュメート』による合唱曲。1911年）
- 第4番 ハ短調 （1914年）
- 第5番「刈り入れびと、その名は死神 （Es ist ein Schnitter, heißt der Tod）」 （終楽章は同名の民謡による合唱。1922年）
- 第6番「愛の賛歌（Psalm der Liebe）」 （ソプラノ独唱付き。原詩：エリザベス・バレット・ブラウニング、独語訳：ライナー・マリア・リルケ。1921年）
- 第7番「ハンガリー風 （Die Ungrische ）」（1926年）
- 第8番 （1930年）

### 管弦楽曲
- 大オーケストラのための序曲《シャンパーニュ風》 （Ouvertüre Champagner für großes Orchester） （1899年）
- 弦楽オーケストラのための3つの小品《讃美歌の時間》 （Hymnische Stunden, drei Stücke für Streichorchester） （1925年）
- 管弦楽組曲《わが少年時代の田舎に寄す》 （Suite Dem Lande meiner Kindheit） （1929年）
- 大オーケストラのための《パッサカリアとフーガ》 （Passacaglia und Fuge für großes Orchester） （1931年）

### 室内楽曲
- 10楽器とオルガンのための室内交響曲《天国の牧歌》（Kammersinfonie Himmlische Idyllen für 10 Streicher und Orgel） （1916年）

- 弦楽四重奏曲 （1910年）

- ピアノ五重奏曲 変ホ長調 （1896年）
- ピアノ、ヴァイオリン、クラリネット、ホルン、チェロのための五重奏曲 ヘ長調 （1998年）

- 弦楽四重奏曲 第1番 （1893年）
- 弦楽四重奏曲 第2番 （1918年）
- 弦楽四重奏曲 第3番 （1923年）

- 弦楽三重奏のためのセレナーデ 変ホ長調 （1998年）
- ピアノ三重奏曲 イ長調「ヴァイマル三重奏曲 （Weimarer Trio ）」 （1921年）
- ピアノ三重奏曲 ト長調「おお、いと美しきイタリア （O bellissima Italia ）」（1925年）
- 2つのヴァイオリンとピアノのための《3つのトリオ・ソナタ》（Drei Triosonaten für zwei Violinen und Klavier） （1928年）

- ヴァイオリンとピアノのための《ハンガリーの主題と変奏、パッサカリアおよびフーガ》（Ungarisches Thema mit Variationen, Passacaglia und Fuge für Violine und Klavier） （1916年）
- ヴァイオリン・ソナタ （1916年）
- ヴァイオリン・ソナタ「ハンガリー風」（Ungarische Sonate für Violine und Klavier） （1923年）
- ヴァイオリン（もしくはフルート、クラリネット、チェロのいずれか）とピアノのための《4つの器楽組曲》（Vier Instrumentalsuiten für Violine bzw. Flöte bzw. Klarinette bzw. Violoncello und Klavier） （1924年）
- ヴァイオリン（もしくはチェロ）とオルガンのための《3つの厳粛な小品（Drei ernste Stücke für Violine bzw. Viola bzw. Violoncello und Orgel）》 （1928年）

### ピアノ曲
- ピアノ・ソナタ嬰ハ短調「英雄（Sonata eroica ）」（1906年）
- 連弾のための《前奏、フーガと終曲》 （1914年）
- 3つのピアノ曲 （1916年）
- 前奏曲とフーガ （1916年）
  - 故人の追想のために（Dem Gedächtnis der Toten ）
  - 生存者のために （Den Lebenden ）
- 組曲《夜の幻想》（Suite Nächtliche Visionen ）（1926年）

### オルガン曲
- 「深き淵より」によるコラール幻想曲 （1912年）
- パッサカリア ハ短調 （1927年）
- オルガン・ソナタ イ短調 （1927年）
- 3つの前奏曲とフーガ（1928年）
- 前奏曲と三重フーガ イ短調（1930年）
- コラール前奏曲集

### 編曲
- ペーター・コルネリウスの遺作の歌劇《グーンレート（Gunlöd）》の実用版 （草稿の断片の補筆・編曲・楽器配置、1906年）
- 合唱曲集《三部合唱による古い民謡（Alte Volkslieder, dreistimmig gesetzt）》 （1913年）